# HMS Carnarvon
Pour les articles homonymes, voir Carnarvon.
Le HMS Carnarvon, du nom du comté de Caernarfonshire dans le pays de Galles, est un croiseur cuirassé britannique de la classe Devonshire construit pour la Royal Navy dans les années 1900. Le Carnarvon est affecté à la 3e escadre de croiseurs de la flotte de Méditerranée jusqu'à son achèvement en 1905, date à laquelle il est transféré à la flotte de l'Atlantique. Il passe ensuite à la IIIe flotte de réserve en 1909 puis devient le navire amiral de la 5e escadre de croiseurs de la IIe flotte de réserve en 1912.
Lorsque la Première Guerre mondiale éclate en août 1914, le Carnarvon est envoyé au Cap-Vert afin d'empêcher les navires-corsaires allemands de s'y livrer à la guerre de course contre le commerce britannique. Deux mois plus tard, le croiseur cuirassé part pour l'Atlantique Sud et intègre l'escadre du vice-amiral Doveton Sturdee, qui détruit l'escadre allemande d'Extrême-Orient à la bataille des Falklands. Le navire fait partie de l'escadre de l'Amérique du Nord et des Antilles en 1915 et continue de lutter contre les corsaires allemands tout en assurant la protection de convois jusqu'à la fin de la guerre. En 1919, le Carnarvon est reconverti en navire d'entraînement et est finalement envoyé à la ferraille en 1921. 

## Construction et description
Le HMS Carnarvon a été conçu pour déplacer 10 850 tonnes longues (11 020 t). Le navire avait une longueur hors tout de 473 pieds 6 pouces (144,3 m), un maître-bau de 68 pieds 6 pouces (20,9 m) et un tirant d'eau de 24 pieds (7,3 m). Il était propulsé par deux moteurs à vapeur à triple expansion à 4 cylindres, chacun entraînant un arbre, qui produisait un total de 21000 chevaux indiqués (16000 kW) et donnait une vitesse maximale de 22 nœuds (41 km/h). Les moteurs étaient propulsés par dix-sept Niclausse et six chaudières cylindriques. Il transportait au maximum 1 033 tonnes longues (1 050 t) de charbon et son effectif se composait de 610 officiers et soldats. Son armement principal se composait de quatre canons Mk I de 7,5 pouces à chargement par la culasse (BL) montés dans quatre tourelles à un seul canon, une à l'avant et à l'arrière de la superstructure et une de chaque côté. Les canons ont tiré leurs obus de 200 livres (91 kg) à une portée d'environ 13 800 verges (12 600 m). Son armement secondaire de six canons BL 6 pouces Mk VII était disposé en casemates au milieu du navire. Quatre d'entre eux étaient montés sur le pont principal et n'étaient utilisables que par temps calme. Ils avaient une portée maximale d'environ 12 200 yards (11 200 m) avec leurs obus de 100 livres (45 kg). Le Carnarvon transportait également dix-huit canons Hotchkiss de 3 livres à tir rapide (QF) et deux tubes lance-torpilles immergés de 18 pouces. Ses deux canons de 12 livres 8 cwt pourraient être démontés pour le service à terre. À un certain moment de la guerre, les canons de six pouces du pont principal des navires de classe Devonshire ont été déplacés vers le pont supérieur et ont reçu des boucliers. Leurs casemates ont été plaquées pour améliorer la tenue en mer et les quatre canons de 3 livres déplacés par le transfert ont été débarqués. La ceinture de blindage de la ligne de flottaison du navire avait une épaisseur de 51 à 152 mm (2 à 6 pouces) et était fermée par des cloisons transversales de 5 pouces (127 mm). L'armure des tourelles de canon avait également cinq pouces d'épaisseur tandis que celle de leurs barbettes avait six pouces d'épaisseur. L'armure protectrice du pont avait une épaisseur de 0,75 à 2 pouces (19 à 51 mm) et la tourelle était protégée par une armure de 12 pouces (305 mm).